# Franck Langolff
Franck Langolff, eigentlich Henri-Alain Langolff (* 1948 in Fès, Marokko; † 8. September 2006 in Rouen) war ein französischer Musiker, der Stücke für zahlreiche bekannte französische Interpreten geschrieben hat, darunter Sophie Marceau, Florent Pagny, Vanessa Paradis, Renaud, Johnny Hallyday, Alain Souchon, Patricia Kaas, Yannick Noah und Sylvie Vartan.
Sein größter internationaler Erfolg war Joe le taxi, das er 1987 für Vanessa Paradis schrieb. Joe le taxi stand 1987 in Frankreich elf Wochen an der Spitze der Single-Charts, wurde auch in Belgien Nummer 1, kam in Deutschland auf Platz 8 und in Großbritannien – damals ungewöhnlich für ein französischsprachiges Lied – auf Platz 3.
Weitere, in Frankreich sehr bekannte Titel sind Morgane de toi (1983 für Renaud) und SOS Éthiopie (1985 mit Renaud für Chanteurs sans frontières).
Langolff war enger Freund und ständiger Musiker von Renaud.
Am 8. September 2006 starb er im Alter von 58 Jahren an den Folgen von Lungenkrebs.

## Diskographie

### Alben
- Franck Langolff (1975)
- Normal (1986)
- Y'a quelqu'un (1997)

### Singles
- Bosse bosse bosse (1977)
- Dans la nuit (1983)
- Normal (1986)